# Hezhen

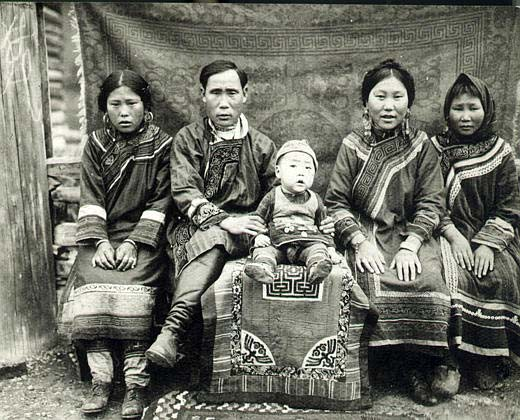
Hezhen-Familie aus dem russischen Amur-Gebiet in traditioneller Tracht

Die Hezhen (auch Hezhe; Mandschu: Heje; in Russland Nanai bzw. Nanaier oder Nanaien, herkömmliche Namen in westlicher Literatur: Gold bzw. Golden; Samagir; Eigenbezeichnungen in IPA: [xədʑən], [nanio] und [kilən]; chinesisch 赫哲族, Pinyin Hèzhézú; russisch нанайцы, гольды) sind ein Volk in Russland und der Volksrepublik China (dort eine der 55 offiziell anerkannten ethnischen Minderheiten, in Russland sind sie als eines der indigenen Völker des Nordens, Sibiriens und des Fernen Ostens anerkannt).

## Allgemeines
Nach der letzten Volkszählung im Jahr 2010 gibt es in China 5.354 Hezhen und in Russland 12.160 (von denen 12.111 die russische Sprache beherrschen; nur 3.886 Personen sprechen die nanaische Sprache). Sie leben vor allem an den Flüssen Amur und Ussuri im Nordosten der Provinz Heilongjiang und in Russland in den Regionen Chabarowsk (10.993; 90,4 %) – dort vor allem im Nanaiski rajon rund 200 km von der Gebietshauptstadt Chabarowsk entfernt – Primorje (417; 3,4 %) und der Oblast Sachalin (179; 1,5 % der Gesamtzahl, alle Angaben nach der Volkszählung 2002).
Die Sprache der Hezhen gehört zur südlichen oder mandschurischen Gruppe der tungusischen Sprachen und zerfällt in die beiden Dialekte Hezhen und Kili (Kileng). Traditionell kannten sie keine eigene Schrift, in einigen Fällen bediente man sich der Mandschu- bzw. der chinesischen Schrift. In der Sowjetunion war eine nanaiische Schriftsprache geschaffen worden, die heute noch an 13 Schulen in der Region Chabarowsk unterrichtet wird. In China wurde diese Schriftsprache nie verwendet. In China sprechen nur noch ca. 50 Personen Hezhenisch im Kili-Dialekt, während die drei Personen, die Mitte der 80er Jahre noch den Hezhen-Dialekt beherrschten, inzwischen vermutlich verstorben sind.
Traditionell lebten die Hezhen von Fischfang und Jagd, selten wurde etwas Gemüse oder Getreide angebaut. Hund und Schwein waren die einzigen Haustiere, letzteres war zudem das wichtigste Opfertier. Aus den bearbeiteten Häuten der Fische wurden Gewänder angefertigt, weshalb die Hezhen traditionell den Chinesen auch als Yupi Dazi („Fischhaut-Tataren“) bekannt waren.
Teil ihrer religiösen Vorstellungen war der Schamanismus; als Schamane wurde nur jener Heiler bezeichnet, der psychische Leiden behandelte und als Psychopomp tätig war, d. h. die Seelen Verstorbener ins Jenseits brachte (Ling Chunsheng). Für andere Leiden waren weitere Heiler zuständig, unter denen der bedeutendste der „Aha“ (Sklave) war, zuständig für die Pockengeister. Nach der in der Volksrepublik China vorherrschenden religionswissenschaftlichen Lehrmeinung und Literatur wird der Schamanismus als Religion behandelt und alle Heiler der Hezhen werden als „Schamanen“ bezeichnet.

## Verbreitung der Hezhen in China
Die große Mehrheit der Hezhen Chinas lebt konzentriert in sechs Gemeinden (davon drei Nationalitätengemeinden):
- Gemeinde Bacha der Hezhen;
- Gemeinde Jiejinkou der Hezhen;
- Gemeinde Sipai der Hezhen;
- Großgemeinde Aoqi;
- Großgemeinde Fuyuan;
- Großgemeinde Zhuaji.

### Provinzebene
Beim Zensus im Jahre 2000 wurden in China 4.640 Hezhen gezählt.
Verteilung der hezhenischen Bevölkerung in China
| Verwaltungsgliederung            | Anzahl Hezhen | %-Anteil aller Hezhen Chinas |
| -------------------------------- | ------------- | ---------------------------- |
| Provinz Heilongjiang             | 3.910         | 84,27 %                      |
| Provinz Jilin                    | 190           | 4,09 %                       |
| Stadt Peking                     | 84            | 1,81 %                       |
| Provinz Liaoning                 | 82            | 1,77 %                       |
| Autonomes Gebiet Innere Mongolei | 54            | 1,16 %                       |
| Provinz Hebei                    | 46            | 0,99 %                       |
| Rest Chinas                      | 274           | 5,91 %                       |

### Kreisebene
Verbreitungsgebiete der Hezhen auf Kreisebene (2000)
Hier wurden nur Werte ab 0,45 % berücksichtigt.
| Provinzebene    | Bezirksfreie Stadt | Kreis, Stadt, Stadtbezirk    | Anzahl der Hezhen | % aller Hezhen Chinas |
| --------------- | ------------------ | ---------------------------- | ----------------- | --------------------- |
| Heilongjiang    | Jiamusi            | Stadt Tongjiang              | 1.060             | 22,84 %               |
| Heilongjiang    | Jiamusi            | Stadtbezirk Jiao             | 657               | 14,16 %               |
| Heilongjiang    | Shuangyashan       | Kreis Raohe                  | 529               | 11,40 %               |
| Heilongjiang    | Jiamusi            | Kreis Fuyuan                 | 468               | 10,09 %               |
| Heilongjiang    | Jiamusi            | Stadtbezirk Xiangyang        | 131               | 02,82 %               |
| Heilongjiang    | Jiamusi            | Stadtbezirk Qianjin          | 97                | 02,09 %               |
| Heilongjiang    | Harbin             | Stadtbezirk Nangang          | 88                | 01,90 %               |
| Jilin           | Stadt Jilin        | Stadtbezirk Changyi          | 71                | 01,53 %               |
| Heilongjiang    | Jiamusi            | Kreis Huachuan               | 67                | 01,44 %               |
| Heilongjiang    | Jiamusi            | Stadt Fujin                  | 65                | 01,40 %               |
| Heilongjiang    | Hegang             | Kreis Suibin                 | 52                | 01,12 %               |
| Heilongjiang    | Jiamusi            | Stadtbezirk Dongfeng         | 51                | 01,10 %               |
| Heilongjiang    | Harbin             | Kreis Yilan                  | 45                | 00,97 %               |
| Peking          | keine              | Stadtbezirk Haidian          | 43                | 00,93 %               |
| Heilongjiang    | Heihe              | Kreis Xunke                  | 43                | 00,93 %               |
| Heilongjiang    | Jiamusi            | Kreis Huanan                 | 42                | 00,91 %               |
| Heilongjiang    | Jiamusi            | Kreis Tangyuan               | 30                | 00,65 %               |
| Jilin           | Stadt Jilin        | Kreis Yongji                 | 29                | 00,63 %               |
| Jilin           | Changchun          | Stadtbezirk Chaoyang         | 27                | 00,58 %               |
| Heilongjiang    | Qiqihar            | Stadtbezirk Jianhua          | 26                | 00,56 %               |
| Heilongjiang    | Qiqihar            | Kreis Longjiang              | 26                | 00,56 %               |
| Innere Mongolei | Hulun Buir         | Autonomes Banner der Ewenken | 22                | 00,47 %               |
| Heilongjiang    | Shuangyashan       | Kreis Baoqing                | 21                | 00,45 %               |
| Rest Chinas     |                    |                              | 950               | 20,47 %               |

## Dersu Usala
Der russische Forscher Wladimir Klawdijewitsch Arsenjew reiste mit dem Nanaier Dersu Usala, der als Führer diente, Anfang des 20. Jahrhunderts durch bis dahin noch nicht kartografiertes Gebiet am Unterlauf des Ussuri. Der japanische Regisseur Akira Kurosawa verfilmte in den 1970er-Jahren das Zusammenleben der beiden.